# Lenguas Cross centrales
Las lenguas Cross centrales son una rama de las lenguas Delta-Cross habladas principalmente en los estados nigerianos de Rivers y Bayelsa. El ogbia es la lengua demográficamente más importante con unos 200 mil hablantes.

## Clasificación
La clasificación interna del grupo difiere de un autor a otro, aunque preliminarmente sobre la base del parecido léxico el abua, el odual y el ogbronuagum son particularmente cercanos, las otras lenguas del grupo son el abureni, el obulum, el ogbia occidental, el ogbia oriental, el ogbolo, el bukuma, el opume, el otuedu, el kolo y el kugbo.

## Comparación léxica
Los numerales para diferentes lenguas del río Cross central son:
| GLOSA | Abua   | Odual  | Ogbia         | Ogbro- nuagum | PROTO- CROSS Cen. |
| ----- | ------ | ------ | ------------- | ------------- | ----------------- |
| '1'   | ònîːn  | oɲíːn  | onin          | òníní         | *o-nin *<-ɗin     |
| '2'   | ɪ̀yàl   | ɪ́záːl  | ɛwal          | ɪ̀yàːlʊ̀        | *-waːl            |
| '3'   | ɪ̀ráːr  | ɪ́ráːr  | ɛsar          | nɪ̀ːrà         | *-taːr            |
| '4'   | ɪ̀ɲà    | ɪ́ɲə́ː   | iɲə           | ɪ̀ːɲɔ̀          | *-na(i)           |
| '5'   | òːɣ    | ə́əːɣ   | ɔwʊ           | ɲòːwò         | *-woʔ <(*-gbo?)   |
| '6'   | òdiːɲ  | ódíːǹ  | odin          | nòdì          | *oɗ+diːn          |
| '7'   | òɗùal  | óɗúə́ːl | oɗuən         | nùɗyòù        | *oɗ+wal           |
| '8'   | òβàːɲâ | aβɪɲá  | ɛɲa~ ɛβɪβɪɛɲa | nɔ́ɓɛ́nâ        | *-ba-i-na(i)      |
| '9'   | ésúɣá  | ésúɣó  | ɛsuwo         | nèsùò         | *-suwo            |
| '10'  | ɗɪ̀oβ   | ɗɪ́ə́ːβ  | iɗioβ         | kúɗyòù        | *-ɗi-oβ           |